# Гунді Фелоу
Гунді Фелоу (Felovia vae) — вид родини Гундієві ряду Гризуни. Єдиний представник роду Феловія (Felovia).

## Опис
Країни поширення: Малі, Мавританія, Сенегал. Вид був зареєстрований у скелястих місцинах, де він живе в щілинах і тріщинах, а також на узліссі дуже сухого тропічного лісу. Довжина голови й тіла: 170—230 мм, довжина хвоста: 20—30 мм, середня вага 186 г. Колір хутра зверху темно-жовтувато-червоний, знизу блідо-червоний. Самиця в неволі дала чотири виводки по одному малюку в кожному.

## Загрози та охорона
Загрози не відомі, однак можна припусти, що загальне опустелювання і знеліснення Сахелю негативно впливає на чисельність виду. Невідомо, чи цей вид зустрічається на будь-якій з охоронних територій.